# Eupithecia discolor
Eupithecia discolor es una especie de polilla de la familia Geometridae. La especie fue descrita por primera vez por András Mátyás Vojnits habiendo sido descrita en 1983, con distribución en Nepal. El holotipo de la especie fue descrita en el sector de Gosain Kund Lekh, Tarke Banjyang, a una altitud de 3600 metros (11 811 pies).